# Ole Sverre
Ole Andreas Sverre (oprindeligt efternavn Olsen; født 7. juni 1865 i Fredrikstad, død 31. januar 1952 i Oslo) var en norsk arkitekt. Han tegnede en række fremtrædende bygninger i Fredrikstad, men navnlig i Oslo. Han mestrede især den omfattende tekniske og stilmæssige udvikling fra historicismen og frem til funktionalismen, der fandt sted i hans erhvervsaktive tid.

## Karriere
Ole Andreas Olsen var søn af bygmester Erik Olsen (1831–1918) og Josefine Andrea Nicolaysen (1839–1899). Han tog eksamen fra Trondhjems Tekniske Læreanstalt i 1886 og fra den tekniske skole i Charlottenburg i 1890. Indimellem var han assistent hos professor Hans Grisebach i Berlin 1887–1888. Han skiftede efternavn fra Olsen til Sverre i 1896.
Han praktiserede i Oslo. Han havde i mange år en fremtrædende position blandt hovedstadens arkitekter og leverede tegninger til en lang række kendte bygninger. Blandt hans værker kan nævnes Holmenkollens turisthotell, idrætshallen i Fredrikstad, Norges landbrukshøyskoles bebyggelse i Ås, Kejser Wilhelms jagtslot og stavkirke i Rominten, Østpreussen, det første Skimuseet på Frognerseteren og Grand Hotels om- og nybygning mv. Dertil kom mange større villaer og andre bygninger, blandt andet skibsreder Fred. Olsens villa på Drammensveien og Halléngården i Grünerløkka. Han tegnede også størstedelen af det katolske Vor Frue Hospital i Oslo.
Efter anden verdenskrig blev Sverre frataget retten til medlemskab af Norske arkitekters landsforbund i 2 år, frem til 1. januar 1948. Tilsvarende straffe blev givet til arkitekter, der havde været medlem af det nazificerede arkitektforbund, eller som havde udført særligt graverende tilfælde af arbejde for besættelsesmagten.
Sverre var sportslig interesseret. Han var formand for Norges Roforbund og blev med tiden æresmedlem af det. Han var også æresmedlem af Christiania Roklub og Fredrikstad Turnforening. 
Sverre blev tildelt Kongens fortjenstmedalje i gull, Dannebrogordenen og Nordstjerneordenen. Han modtog Sundts premie to gange, første gang i 1908 for Villa Fredly på Drammensveien 41, anden gang i 1912 for Drammensveien 89.

## Galleri
- Ur-bygningen på NMBU set fra parken.
- Grand Hotell, 1913.
- Christiania Roklub, 1924.
- Storgata 10a og 12, 1931.
- Sverre-gården, Drammensveien 44b og Thomles gate 4-6.
- Steen & Strøm stormagasin, 1930.